# チョン・ハニョン
チョン・ハニョン（鄭漢溶、1954年6月22日 - ）は、大韓民国忠清北道忠州出身の俳優、政治家。第15代国会議員。O型。
本貫は迎日鄭氏。

## 経歴
京畿高等学校、西江大学校経済科、中央大学校新聞放送大学院、ニューヨーク大学大学院マスメディア修士取得。1979年、東洋放送公採タレント23期生としてデビューした。1986年、結婚。現在1男1女。
1996年、国民会議の公認で第15代国会議員に当選。2000年、新千年民主党を離党し、自民連に入党する。
2003年、「フンブ家の運が開けたね」で8年ぶりにドラマに復帰する。

## 主な出演作

### 映画
- 達磨よ，ソウル行こう(2004年)
- 愛してるから，大丈夫(2006年)
- パラレルライフ(2009年)
- R2B:リターン・トゥ・ベース(2012年)

### テレビドラマ
- 女は何で生きるのか(1990年)
- その女 (1990年)
- 人間市場3(1991年)
- うつむいた男(1991年)
- 昔の金芝(1991年)
- 窓の外には太陽が光った(1993年)
- アパート(1995年)
- 爆笑クラブ(2002年)
- 天国の階段(2003年)
- フンブ家の運が開けたね (2003年)
- 愛情の条件(2004年)
- 英雄時代（2004年-2005年、MBC）
- 姉妹の海(2005年)
- ソウル1945(2006年)
- オーバー・ザ・レインボー(2006年)
- ゲームの女王(2006年)
- 白い巨塔（2007年、MBC）
- 空くらい地くらい(2007年)
- IRIS-アイリス-(2009年)
- 止められない(2009年)
- 神と呼ばれた男(2010年)
- プレジデント(2010年)
- アテナ 戦場の女神（2010年-2011年、SBS）
- あなただけ(2011年)
- 妻の資格(2012年)
- あなたの女(2013年)
- 太陽の都市(2015年) - ベ・ミョンジェ 役

## 受賞
- 第19回 百想芸術大賞ＴＶ部門 男子新人演技賞（普通の人々）(1983年)
- 第24回 百想芸術大賞ＴＶ部門 人気賞（欲望の扉(1988年)
- 第27回 百想芸術大賞ＴＶ部門 人気賞(1891年)